# René Beltjens
Hyacinthe Hubert Félix Marie Arthur René Beltjens (Luik 22 mei 1879 - Elsene 31 mei 1933) was een Belgisch magistraat en hoofd van de Belgische Staatsveiligheid.

## Levensloop
Beltjens was de zoon van de eerste-advocaat-generaal bij het hof van beroep in Luik Arthur Beltjens en van Marie-Thérèse Malherbe. Hij trouwde met Gabrielle Sohier (1881-1948) uit Monceau-sur-Sambre en ze hadden drie kinderen.
Na zijn diploma van doctor in de rechten te hebben behaald, trad Beltjens toe tot de staande magistratuur en doorliep een loopbaan tot aan het ambt van advocaat-generaal bij het Hof in Luik. Tijdens de Eerste Wereldoorlog was hij officier en werd hij als politiek gevangene opgepakt.
In 1929 werd hij, in opvolging van de magistraat Alfred Rémy, hoofd van de Belgische Staatsveiligheid. 
In 1930 werd hij opgenomen in de erfelijke adelstand, met de op de oudste nazaat overdraagbare titel van baron. Hij nam als spreuk: Pour le droit et par le droit. Hij was pas 54 toen hij plots overleed.
De familie Beltjens is van Limburgse origine. Een lid van de familie was Charles Beltjens (Sittard (1832-1890)) die een Franstalig dichter werd. Een kleinzoon van René Beltjens is Alain Beltjens (°1932), advocaat en letterkundige, die vooral heeft geschreven over de Orde van Malta waartoe hij behoort.